# 홍상
홍상(洪常, 1457년 ~ 1513년)은 조선의 문신이다. 명숙공주의 남편으로 덕종과 소혜왕후의 사위이다. 성종과 월산대군은 그의 처남이다. 자는 자강(子剛)이며 본관은 남양이다.

## 생애
홍심(洪深)의 손자이자 익성부원군(益城府院君) 홍응의 아들로 태어났다. 1466년 정현조의 집에서 명숙공주를 친영하였다. 1468년에 당양군으로 봉해졌으며, 1470년에 통헌대부(通憲大夫)에, 이듬해인 1471년에는 숭덕대부(崇德大夫)에 올랐다. 1482년 공주와 사별하였다. 1484년 왕의 사위를 모두 의빈으로 부르니 구별이 어렵다고 의빈부의 관호 조정에 대한 의견을 올렸고, 이에 따라 이듬해인 1485년 당양위(唐陽尉)에 봉해졌다. 1486년 명산정(明山正) 이금정(李金丁)의 첩기 연경비(燕輕飛)를 빼앗아 간통한 혐의로 탄핵을 받았다. 성종은 처음에는 홍상을 함정에 빠뜨리려는 무고라고 죄를 주지 않았고 여러 차례에 걸친 간언에도 홍상을 벌주지 않았다. 1488년에는 광덕 대부(光德大夫)에 올랐으며 부친 홍응이 죽자 성종은 그의 몸이 상할 것을 염려하여 육즙을 내리기도 했다. 1494년 이철견, 한치례와 함께 정호(鄭灝)의 첩 다물사리(多勿沙里)를 간통한 것이 드러나 탄핵을 받았다. 1504년 갑자사화에 연루되어 연산군의 노여움을 사 직첩이 박탈되고, 함평(咸平)과 안성(安城)을 거쳐 거제도로 유배되었다. 이듬해에는 제주로 보내졌는데 중종반정 이후 복직되어 1513년 죽었다.

## 가족
- 조부 : 홍심
- 외조부 : 부호군(副護軍) 이발생(李發生)
- 부 : 홍응
- 모 : 이씨(李氏)
- 처 : 명숙공주
  - 아들 : 홍백경(洪伯慶)
    - 손녀 : 신홍필(愼弘弼)의 처
- 고모 : 숙빈 홍씨
- 숙부 : 홍칭(洪偁)

## 참고 문헌
- 《국역 국조인물고》 권44 연산시 이화인(燕山時罹禍人) 홍상의 비명(碑銘)